# 涅方
涅方（西班牙語：Niefang）是赤道畿內亞的城市，由中南省負責管轄，位於該國大陸中部貝尼托河畔，距離巴塔70公里，當地主要語言是西班牙語和法語，2005年人口估計為4,858。